# Calistoga
Calistoga é uma cidade localizada no estado americano da Califórnia, no Condado de Napa. Foi incorporada em 6 de janeiro de 1886.

## Geografia
De acordo com o United States Census Bureau, a cidade tem uma área de 6,8 km², onde 6,7 km² estão cobertos por terra e 0,05 km² por água.

### Localidades na vizinhança
O diagrama seguinte representa as localidades num raio de 20 km ao redor de Calistoga. 

## Demografia
Segundo o censo nacional de 2010, a sua população é de 5 155 habitantes e sua densidade populacional é de 765,52 hab/km². Possui 2 319 residências, que resulta em uma densidade de 344,37 residências/km².